# SK Rockaden Stockholm
SK Rockaden Stockholm – szwedzki klub szachowy z siedzbą w Sztokholmie, 24-krotny mistrz kraju.

## Historia
Klub został założony w 1921 roku. Klub po raz pierwszy zdobył mistrzostwo Szwecji w sezonie 1956/1957. Osiągnięcie to powtórzono w latach 1958–1959. Od 1972 roku klub nieprzerwanie występuje w najwyższej klasie rozgrywkowej. W Division I SK Rockaden zwyciężył jeszcze w latach 1980, 1982 i 1984–1986. W tym okresie zawodnikami klubu byli m.in. Roland Ekström, Michael Wiedenkeller i Robert Bator. W sezonie 1980/1982 zespół zadebiutował w Pucharze Europy. Zespół odpadł wówczas w pierwszej rundzie, przegrywając z Awangardem Moskwa. W kolejnym sezonie zespół osiągnął 1/8 finału. W sezonie 1985/1986 szwedzki klub pokonał Beer-Sheva Chess Club, University College Swansea i Budapesti Spartacus SC, docierając do półfinału, w którym przegrał z Trudem Moskwa.
W pierwszym sezonie po wprowadzeniu Elitserien (1987/1988) SK Rockaden zdobył wicemistrzostwo kraju, powtarzając ten wynik w latach 1989–1991. W latach 1992–1998 siedem razy z rzędu sztokholmski klub zostawał mistrzem Szwecji. W 1993 roku klub zajął pierwsze miejsce w grupie eliminacyjnej Pucharu Europy, pokonując Rhyddings Swansea, SC Stadthagen i Volmac Rotterdam. W rundzie finałowej zespół przegrał z Honvéd ASE, La Dame Blanche Auxerre i Margareten Wiedeń, przez co został sklasyfikowany w pucharze na ósmym miejscu. W latach 1994–1998 zespół w rozgrywkach Pucharu Europy nie wyszedł z grupy.
W latach 1999–2000 klub był wicemistrzem kraju, a w 2001 roku zdobył mistrzostwo. W 2000 roku zespół zajął 15. miejsce w Pucharze Europy, a sezon później – 13. Sezon 2001/2002 SK Rockaden zakończył na trzecim miejscu w krajowej lidze, a następny – na drugim. W latach 2004–2005 klub wygrywał Elitserien. W 2005 roku klub uzyskał 12. miejsce w Pucharze Europy, m.in. zwyciężając wówczas CE Dudelange, SFR Neuköln 1903, Asker SK i Matinkylän SK oraz remisując z ŠK Alkaloid Skopje. W sezonie 2005/2006 zespół został wicemistrzem kraju, a rok później zajął trzecie miejsce. W latach 2008–2009 SK Rockaden uzyskał mistrzostwo kraju. Następnie trzy sezony z rzędu zajmował trzecie miejsce. W sezonie 2013/2014 szachiści klubu zdobyli mistrzostwo kraju, a rok później uzyskali trzecie miejsce. Sezon 2015/2016 zespół zakończył uzyskaniem mistrzostwa Szwecji. W latach 2017–2018 i 2022 klub uzyskał wicemistrzostwo. W latach 2023–2024 SK Rockaden zostawał mistrzem kraju.

## Arcymistrzowie w historii klubu
- Ulf Andersson[28]
- Jonas Buhl Bjerre[29]
- Erik Blomqvist[28]
- Viktorija Čmilytė[30]
- Jaan Ehlvest[31]
- Jon Ludvig Hammer[30]
- Wasyl Iwanczuk[32]
- Lars Karlsson[28]
- Eric Lobron[32]
- Arturs Neikšāns[33]
- Peter Heine Nielsen[34]
- Johan Salomon[35]
- Bartosz Soćko[36]